# Plumularia paucinoda
Plumularia paucinoda is een hydroïdpoliep uit de familie Plumulariidae. De poliep komt uit het geslacht Plumularia. Plumularia paucinoda werd in 1900 voor het eerst wetenschappelijk beschreven door Nutting. 